# Anania lippensi
Anania lippensi is een vlinder van de familie van de grasmotten (Crambidae). De wetenschappelijke naam van deze soort is voor het eerst voorgesteld als Ethiobotys lippensi door Koen Maes in een publicatie uit 1997. De spanwijdte bedraagt 28 tot 31 millimeter.
De soort komt voor in Kameroen.